# Red Panthers Rugby Treviso
Red Panthers Rugby Treviso – włoski zespół rugby union, żeńska sekcja Benetton Rugby Treviso, wielokrotny mistrz kraju.

## Historia
Zespół powstał w 1979 roku, a trzy lata później oficjalnie stał się częścią klubu Benetton Rugby Treviso. W mistrzostwach kraju uczestniczy od pierwszej edycji rozegranej w sezonie 1984/85, do 2003 roku zwyciężając we wszystkich dziewiętnastu edycjach. Od tej pory toczy ze zmiennym szczęściem wyrównane boje o scudetto z drużyną Riviera del Brenta.

## Sukcesy
- Mistrzostwo Włoch (23):  1984/85, 1985/86, 1986/87, 1987/88, 1988/89, 1989/90, 1990/91, 1991/92, 1992/93, 1993/94, 1994/95, 1995/96, 1996/97, 1997/98, 1998/99, 1999/00, 2000/01, 2001/02, 2002/03, 2005/06, 2007/08, 2008/09, 2010/11